# Parasitoide

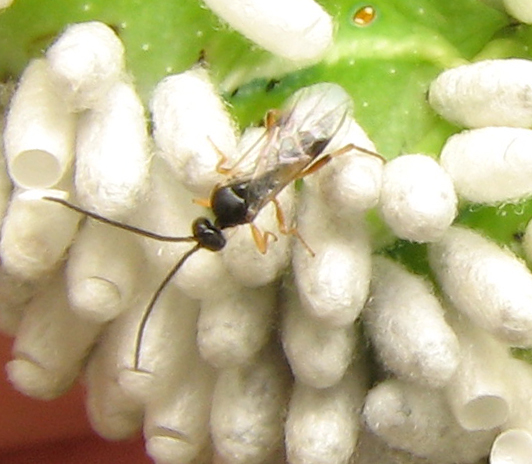
Endoparasitoide intern Cotesia congregata sortint del capoll després d'haver parasitat internament l'eruga de Manduca sexta

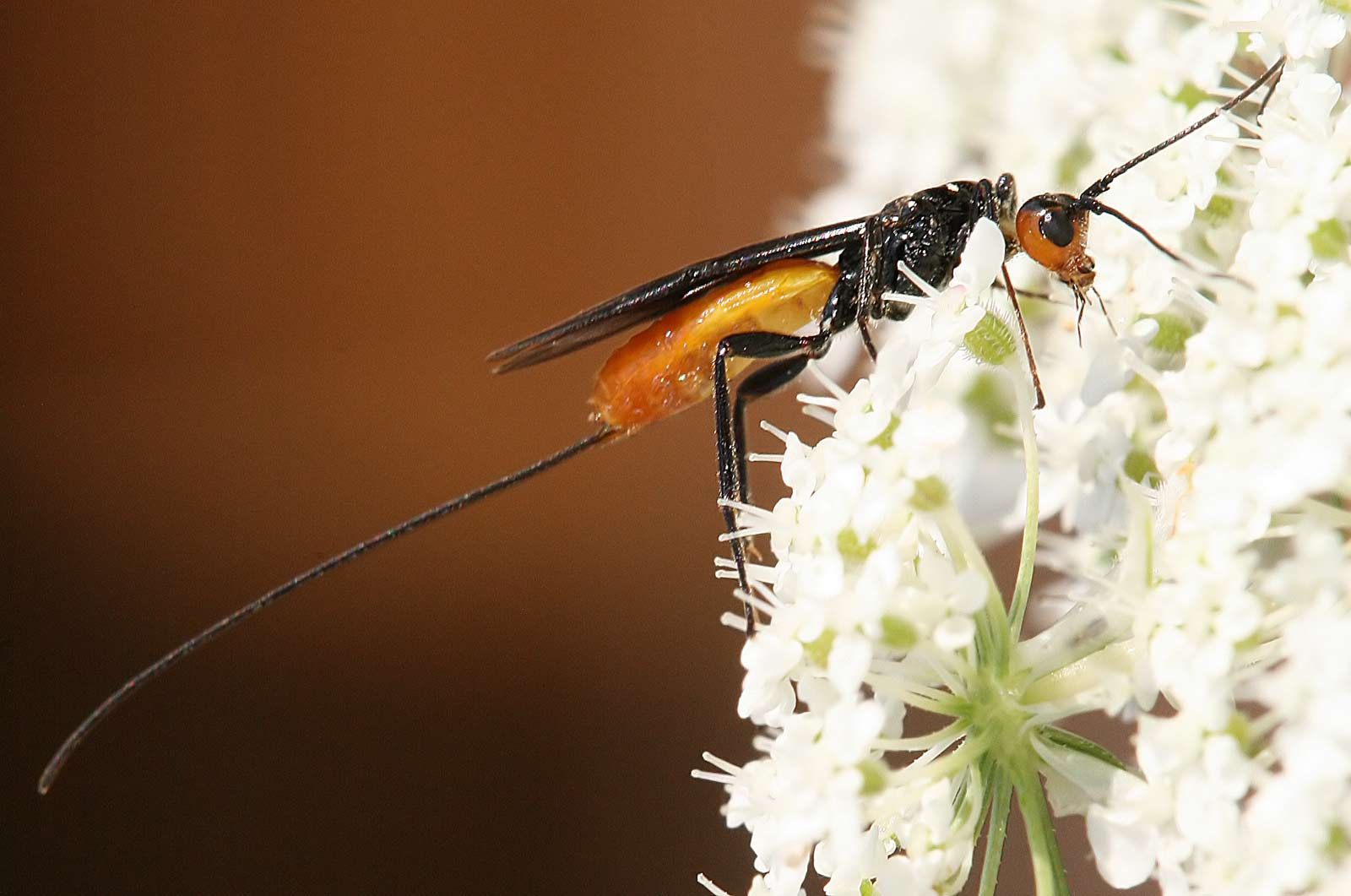
Vespa Braconidae, endoparasitoide d'àfids

El parasitoidisme és una relació interespecífica intermèdia entre la depredació i el parasitisme.
Els parasitoides (majoritàriament insectes), com a part del seu cicle vital, dipositen un ou a dins o a prop del seu hoste (biologia) (també, generalment, un insecte). Les larves viuran com a ectoparàsits o endoparàsits, segons l'espècie. D'aquesta manera es desenvolupa en la seva víctima durant el cicle larval.
El parasitoide adult és un animal de vida lliure que pot ser tant herbívor com depredador.
Les característiques distintives dels parasitoides són:
- Al final del seu cicle larval, l'hoste mor (característica que els diferencia dels paràsits comuns).
- Cada parasitoide utilitza només un hoste durant el seu cicle de vida (diferència respecte dels predadors, que maten diverses víctimes al llarg de la seva vida).

Els parasitoides són, en general, molt més específics que no pas els depredadors i, a diferència dels paràsits, es poden dispersar activament en busca de preses. Per aquests motius tenen una gran importància com a agents de control biològic d'insectes plaga, principalment en agricultura. Un clar exemple de parasitoide en agricultura és l'himenòpter Eretmocerus mundus, que parasita exemplars de la mosca blanca del tabac, Bemisia tabaci.

## Tipus de parasitoides
- Endoparasitoide: la larva del parasitoide s'alimenta i es desenvolupa a l'interior del cos de l'hoste.
- Ectoparasitoide: la larva del parasitoide s'alimenta externament a l'hoste.
- Solitari: un sol parasitoide s'alimenta d'un sol hoste.
- Gregari: diversos parasitoides, a vegades centenars, s'alimenten d'un sol hoste, de manera que és possible el desenvolupament de tots ells.
- Superparasitisme: diversos ous de la mateixa espècie són dipositats per diferents femelles en un mateix hoste.
- Multiparasitisme: ous de diferents espècies són postos en el mateix hoste, de manera que és possible el desenvolupament de totes les espècies.
- Hiperparasitoide: l'hoste és un altre parasitoide.
- Hiperparasitoide facultatiu: actua com a parasitoide i, quan cal, com a hiperparasitoide.
- Hiperparasitoide obligat: necessita obligatòriament desenvolupar-se a costa d'un altre parasitoide.
- Parasitoides koinobionts (cenobionts): en el moment de fer la posta, la femella del parasitoide no mata l'hoste; és la larva la que li provocarà la mort.
- Parasitoides idiobionts: en el moment de fer la posta, la femella del parasitoide mata l'hoste.